# Paseo de Almería
El paseo de Almería es un paseo de la ciudad española de Almería, que discurre entre la Puerta de Purchena y la plaza Emilio Pérez donde se junta con la Rambla de Belén. Es la principal concentración comercial y de banca de la ciudad, además de contar con varias cafeterías y ser una importante zona de esparcimiento.

## Historia
Sus edificaciones marcan la línea de lo que fue el lienzo de muralla que defendió la ciudad durante la época musulmana y la Edad Moderna. Durante estos periodos, la zona comprendida entre este paseo y la Rambla de Belén fue una zona ajardinada y huerta, a la que en el Libro de los Repartimientos llaman Vergel. 
Cuando en el siglo XVI se retrajo la muralla, comenzó a formarse el paseo. Durante siglos fue el paseo de la muralla, que recorrió desde la Puerta de Purchena hasta la Rambla de Belén. Una vez se resolvió el problema con la piratería, apareció como el Paseo de la Almada o de la Feria, del que se tiene constancia en 1816. Surgió el primer edificio al finalizar el primer tercio del siglo XIX, el Teatro Principal, en el solar en el que se levantó después la casa de los Rodríguez. Tomó el nombre de Paseo de Campos, en honor a Juan Antonio Miguel de Campos, alcalde en esta época. La apertura de este paseo fue un fenómeno importante para la Almería contemporánea, la ocupación urbana de los extensos terrenos a levante de la ciudad histórica. 
Pero el verdadero impulso vino determinado por la supresión de los conventos durante la Desamortización de Mendizábal en 1835 y sobre todo debido a la demolición de las murallas a partir de 1854. Con ello comenzaron las alineaciones y aperturas de nuevas calles. En 1856 presentaron un proyecto para abrir y urbanizar un amplio salón entre la Puerta de Purchena y la Puerta del Sol. Se delineó una perspectiva amplia y recta y se trazó el paseo con amplio andén central elevado y dos calzadas laterales. Los edificios empezaron a bordearlo. En 1857 se renombró como Paseo del Príncipe en homenaje a Alfonso XII, y posteriormente Paseo de Cádiz, con la Primera República lo llamaron Paseo de Orozco. En 1865 se pagó a Ramón Orozco el precio por los terrenos ocupados y dos años después el Paseo estaba prácticamente terminado. En marzo de 1867 se enciende el alumbrado de hidrógeno. En 1882 Juan Lirola construyó aceras de cemento Portland. En 1892 Francisco Jover eliminó el andén central y se estrena el alumbrado eléctrico. 
En 1911, el alcalde liberal Braulio Moreno manda hacer las aceras y pavimentar la calzada con motivo de la visita del monarca Alfonso XIII. Tras la proclamación de la Segunda República en 1931 se convierte en la avenida de la República y tras la guerra civil española en 1939 a avenida del Generalísimo. En 1979 recuperó la denominación de Paseo de Almería.

## Peatonalización
En julio de 2020, aprovechando el proceso de desescalada de la pandemia de COVID-19, el Ayuntamiento de Almería redujo el tráfico rodado a un único carril, pintando únicamente el resto de la calzada. Entre el 28 de octubre y el 20 de noviembre del mismo año se realizaron las obras de pavimentación de las zonas ya peatonalizas para afianzar este cambio, con asfalto fonoabsorbente para eliminar ruidos. No obstante, se trata de una solución temporal, a falta de un proyecto aprobado de peatonalización definitiva que únicamente deje un carril para emergencias, servicios públicos y residentes.

## Vegetación
Uno de sus iconos más reconocibles, el ficus centenario, fue sometido a un análisis de salud en 2017 para determinar su estado. El tamaño de este Ficus macrophylla es tal que la sección de los Refugios subterráneos de Almería que lo subyace ha necesitado un refuerzo en su estructura. Tradicionalmente, una palmera datilera acompañaba al ficus en el alcorque, pero debido a una excesiva curvatura de su tronco que hacía peligrar su integridad, fue talada a finales de verano del mismo año.